# Frihandel

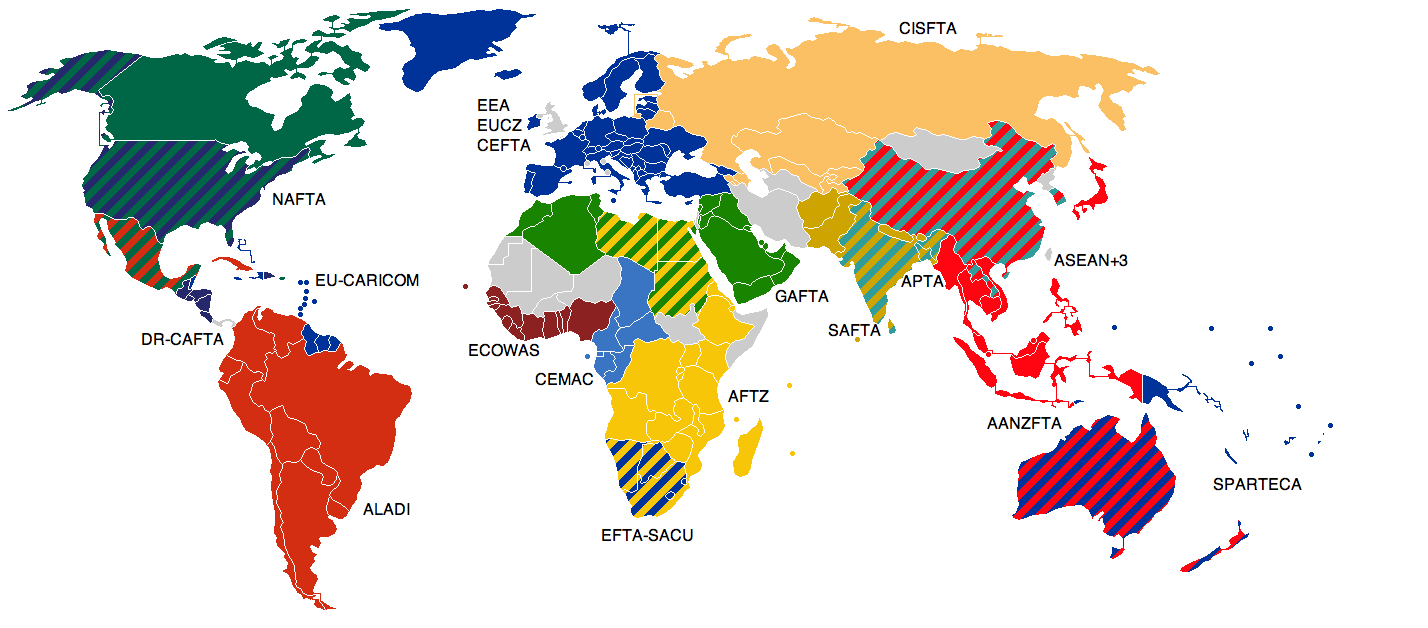
Frihandelsområden i världen.

Frihandel är handel som inte regleras av tullar, importkvoter eller andra liknande handelspolitiska åtgärder. Motsatsen till frihandel är protektionism. Ända sedan David Ricardo lanserade teorin om komparativa fördelar i början av 1800-talet har många nationalekonomer förespråkat frihandel som ett ideal inom handelspolitiken.
Denna samsyn har gjort att debatten kring frihandel till stor del handlar om varför den inte införs omedelbart överallt. Det svar som oftast ges, i enlighet med public choice-teorin, är att vinsterna från frihandel är små och utspridda på många medan de särintressen som tjänar på tullar – exempelvis bönder i industriländer – är få och har stor anledning att påverka den politiska processen för att gynna sig själva.
Frihandel förekommer bland annat mellan EU:s medlemsländer. Det går även att betrakta handeln inom ett land som frihandel. De länder som har lägst tullar som andel av total utrikeshandel är industriländer som EU-länderna, Kanada och Australien. Dessa tillämpar dock mycket höga tullar på jordbruksprodukter och textilier. Utvecklingsländer i Latinamerika, Afrika och Asien har högre tullar, särskilt historiskt.